# Chedra
Chedra is een geslacht van vlinders van de familie kokermotten (Coleophoridae).

## Soorten
- C. delector Hodges, 1966
- C. inquisitor Hodges, 1966
- C. mimica Zimmerman, 1978
- C. pensor Hodges, 1966